# Karl Peters
Karl Peters (Coblença, 23 de janeiro de 1904 — Münster, 2 de julho de 1998) foi um especialista de direito penal alemão.

## Vida
Peters estudou Direito nas Universidades de Königsberg, Leipzig e Münster. Ali foi membro, em 1922, da Fraternidade Católica AV Zollern Münster e se graduou em 1925 com um estudo sobre direito constitucional. Em 1931 fez sua habilitação na Universidade de Colônia com uma tese sobre a instituição do juiz penal. De 1942 a 1946 foi professor de Direito Penal e Direito Penal Processual na Universidade de Greifswald. De 1946 até 1962 trabalhou na Faculdade de Direito da Universidade de Münster. Até sua aposentadoria em 1972 ensinou e realizou investigações na Universidade de Tubinga e outra vez em Münster. Também trabalhou durante 13 anos como promotor de justiça e por muitos anos como como juiz do Oberlandesgericht (Supremo Tribunal Federal) da sua região.
Peters se preocupou na década de 1950 por uma melhor situação na execução penal da Alemanha. Suas contribuições foram consideradas significativas para a reforma do direito penal alemão relativo a crimes sexuais; ademais, foi um dos fundadores da pedagogia criminal; ajudou também em casos de erros judiciais. Para o Ministério da Justiça da Alemanha dedicou-se, na década de 1960, ao tratamento sistemático de erros judiciais.
Em 1974 recebeu a Ordem ao Mérito da República Federal de Alemanha e em 1975 a Ordem de São Silvestre Papa (classe Cruz de Komtur) pelo Papa Paulo VI.
Peters recebeu ainda os títulos de doutor honoris causa em 1984 pela Universidade de Marburg e em 1989 pela Faculdade de Medicina da Universidade de Münster.

## Literatura
- (com Heinrich Foth) Fehlerquellen im Strafprozess: Eine Untersuchung der Wiederaufnahmeverfahren in der BRD. Band 1: Einführung und Dokumentation. Band 2: Systematische Untersuchungen und Folgerungen. Band 3: Wiederaufnahmerecht. ed. Müller Jur.Vlg.C.F. (março de 1995) ISBN 9783811402157
- Strafprozess: ein Lehrbuch. Heidelberg: Müller, 1985. ISBN 3811411853
- Justiz als Schicksal: ein Plädoyer für die andere Seite‘. Berlin: De Gruyter, 1979. ISBN 3110080842
- Gescheiterte Wiederaufnahmeverfahren. De Gruyter, 1973.
- Strafrechtspflege und Menschlichkeit, Ausgewählte Schriften, editado por Wilfried Küper e Klaus Wasserburg, C.F. Müller, 1988. ISBN 3811417878